# Paramignya
Paramignya es un género con 28 especies de plantas de flores perteneciente a la familia Rutaceae. 

## Especies seleccionadas
- Paramignya andamanica
- Paramignya angulata
- Paramignya armata
- Paramignya beddomei
- Paramignya blumei
- Paramignya brassii
- Paramignya citrifolia
- Paramignya confertifolia